# Йозеф Янкех
Йозеф Янкех (словац. Jozef Jankech; 24 жовтня 1937, Шаля) — чехословацький футболіст, по завершенні ігрової кар'єри — словацький тренер.

## Кар'єра
Янкех почав з футболу в рідному місті Шаля. Він грав за місцевий клуб «Червена гвезда» з десяти років, після чого проходив військову службу у клубі «Дукла» (Угерске Градіште).
Йозеф Янкех провів більшу частину своєї кар'єри в клубі «Єднота» (Тренчин), з яким він ставав срібним призером чемпіонату Чехословаччини у сезоні 1962/63.
Завершив свою кар'єру півзахисник у клубі «Тржинець», після чого одразу ж Янкех очолив цю команду. Надалі він багато років працював із провідними словацькими колективами. Найбільших успіхів фахівець досяг у "«Локомотиві» (Кошице). Його Янкех двічі приводив до перемоги у Кубку країни. Декілька років наставник пропрацював на Кіпрі з клубом «Неа Саламіна», а потім очолював олімпійську збірну Чехословаччини. У 1990-ті роки працював окрім чеських та словацьких клубів і у Азії, де тренував малазійський «Куала-Лумпур» та катарський «Катар СК».
Після здобуття незалежності Словаччиною Йозеф Янкех 4 липня 1995 року став головним тренером її національної збірної. На цій посаді він замінив Йозефа Венглоша, першого тренера збірної. Янкех очолював Словаччину у відбіркових матчах до Євро-96 та чемпіонату світу 1998 року, але на обидва турніри пробитись не зумів. Натомість він досяг кількох дуже хороших результатів проти сильних суперників, таких як перемоги над Чехією, Польщею та Хорватією та нічиї проти Франції та Югославії. Загалом Янкех керував командою у 34 матчах (18 перемог, 6 нічиїх, 10 поразок).
Ну 2000-ні роки Янкех двічі очолював збірну Мальдівських островів, з якою виграв чемпіонат Південної Азії у 2008 році, вперше в історії збірної.
Янкех є рекордсменом за кількістю проведених матчів у вищому дивізіоні чемпіонату Словаччини на посаді головного тренера (576) і водночас найстаршого тренера, який керував командою у найвищій лізі країни. Це досягнення він встановив у в кінці 2010 року, коли у віці 73 років завершив тренерську кар'єру, покинувши братиславський «Слован».

## Досягнення

### Як футболіста
- Віце-чемпіон Чехословаччини (1): 1962/63.

### Як тренера
- Володар Кубка Чехословаччини (2): 1977, 1979.
- Переможець чемпіонату Південної Азії (1): 2008.